# Педесет трећа изложба УЛУС-а (јесен 1972)
Педесет трећа изложба УЛУС-а (јесен 1972) је трајала од 1. до 30. новембра 1972. године. Одржана је у галеријском простору Удружења ликовних уметника Србије односно у Уметничком павиљону "Цвијета Зузорић", у Београду.

## Излагачи

### Сликарство
1. Крста Андрејевић
2. Радуле Анђелковић
3. Момчило Антоновић
4. Миодраг Атанацковић
5. Милош Бајић
6. Боса Беложански
7. Бериша Енђел
8. Љиљана Блажеска
9. Милан Блануша
10. Павле Блесић
11. Славољуб Богојевић
12. Милан Божовић
13. Борислав Бранков
14. Душан Бркић
15. Рудолф Бркић
16. Тивадар Вањек
17. Василије Букчев
18. Коста Бунушевац
19. Љиљана-Буба Бурсаћ
20. Здравко Вајагић
21. Боса Валић
22. Растко Васић
23. Душко Вијатов
24. Братуша Војтех
25. Лазар Вујаклија
26. Момчило Вујисић
27. Дилиста Вујовић
28. Димитрије-Мића Вујовић
29. Бранислав Вујчић
30. Бошко Вукашиновић
31. Оливера Вукашиновић
32. Слободан Вукдраговић
33. Мирјана Вукмировић Пачов
34. Драга Вуковић
35. Драган Вукосављевић
36. Јоана Вулановић
37. Живан Вулић
38. Душан Гавела
39. Слободан Гавриловић
40. Радоман Гашић
41. Ратомир Глигоријевић
42. Александар Грбић
43. Оливера Грбић
44. Боривој Грујић
45. Ђурђина Давидов
46. Алексанар Дедић
47. Јован Димовски
48. Бранислав Динић
49. Милица Динић
50. Властимир П. Дискић
51. Амалија Ђаконовић
52. Даринка Ђорђевић
53. Заре Ђорђевић
54. Шемса Ђулизаревић
55. Светислав Ђурић
56. Миладин Желимир
57. Владимир Живанчевић
58. Маша Живкова
59. Јован Живковић
60. Божидар Здравковић
61. Јован Зец
62. Божур Ивановић
63. Ксенија Илијевић
64. Ђорђе Илић
65. Иван Јакобџић
66. Драгомир Јашовић-Јаша
67. Светозар-Заре Јовановић
68. Александар-Бириљ Јовановић
69. Гордана Јовановић
70. Вера Јосифовић
71. Предраг-Пјо Јоцић
72. Милан Кечић
73. Никола Клисић
74. Божидар Ковачевић
75. Љиљана Ковачевић
76. Владимир Крстић
77. Зорица Костић
78. Верица Кочић
79. Коста Кривокапић
80. Јован Крижек
81. Милена Крсмановић
82. Добринка Крстић-Бериљ
83. Радмила Крстић Николић
84. Јован Кукић
85. Божидар Лазаревић
86. Грујица Лазаревић
87. Драгомир Лазаревић
88. Радмила Лазаревић
89. Гордана Лазић
90. Милан Лајешић
91. Боро Ликић
92. Светолик Лукић
93. Бранко Манојловић
94. Зоран Мандић
95. Милан Маринковић
96. Бранка Марић
97. Војислав Марковић
98. Мома Марковић
99. Велимир Матејић
100. Драга Матић
101. Душан Машовић
102. Миомир Миленковић
103. Радослав Миленковић
104. Здравко Миленковић
105. Мирослава Миленковић
106. Драгана Милосављевић
107. Живорад Милошевић
108. Олга Милуновић
109. Бранимир Минић
110. Савета Михић
111. Раденко Мишевић
112. Саша Мишић
113. Витомир Митровић
114. Миша Младеновић
115. Светислав Младеновић
116. Сретен Млинаревић
117. Драгослав Момчиловић
118. Александар Моравски
119. Марклен Мосијенко
120. Добривоје Николић
121. Рајко Николић
122. Мирјана Николић Пећинар
123. Милена Ничева
124. Миливоје-Кањош Новаковић
125. Душан Нонин
126. Миливој Олујић
127. Нада Оњин Жужић
128. Лепосава Ст. Павловић
129. Ружица-Беба Павловић
130. Споменка Павловић
131. Чедомир Павловић
132. Илија Пандуровић
133. Недељко Париповић
134. Илија Пауновић
135. Стојан Пачов
136. Пепа Пашћан
137. Слободан Пејовић
138. Љубомир Перчиновић
139. Градимир Петровић
140. Миодраг Петровић
141. Томислав Петровић
142. Зоран Петрушијевић
143. Милорад Пешић
144. Татјана Поздњаков
145. Павле Поповић
146. Божидар Продановић
147. Мирко Почуча
148. Небојша Радојев
149. Ђуро Радловић
150. Радмила Радојевић
151. Југослав Радојичић
152. Милутин Радојичић
153. Божидар Раднић
154. Милан Радоњић
155. Видоје Романдић
156. Мирко Радуловић
157. Владанка Рашић
158. Вера Ристић
159. Ратомир Руварац
160. Ђорђе Симић
161. Слободан Сотиров
162. Феђа Соретић
163. Десанка Станић
164. Бранко Станковић
165. Мирослав Стевановић
166. Мирко Стефановић
167. Живко Стојсављевић
168. Стеван Стојановић
169. Милош Стојковић
170. Зоран-Врањски Стошић
171. Рафаило Талви
172. Војислав Тодорић
173. Драгољуб-Раша Тодосијевић
174. Дмитар Тривић
175. Мирко Тримчевић
176. Радислав Тркуља
177. Стојан Трумић
178. Лепосава Туфегџић
179. Хилмиха Ћатовић
180. Драган Ћирковић
181. Милорад Ћирић
182. Силвија Ћурчија-Миладин
183. Иван Цветко
184. Љубомир Цветковић
185. Драгана Цигарчић
186. Славољуб Чворовић
187. Димитар Чудов
188. Милорад Џелетовић
189. Милан Џокић
190. Томислав Шеберковић
191. Слободанка Шобот

### Вајарство
1. Градимир Алексић
2. Јован Арсеновић
3. Божидар Бабић
4. Оскар Бербеља
5. Милан Бесарабић
6. Ратко Вулановић
7. Ратко Гикић
8. Нандор Глид
9. Савица Дамјановић
10. Војислав Јакић
11. Јулијана Киш
12. Еуген Кочиш
13. Мира Летица
14. Анте Маринковић
15. Франо Менегело Динчић
16. Славољуб Миловановић
17. Душан Николић
18. Мирослав Николић
19. Божидар Обрадовић
20. Мирослав Протић
21. Рајко-Нуклеарни Радовић
22. Милорад-Раша Рашић
23. Љубинка Савић Граси
24. Сава Сандић
25. Тодор Стевановић
26. Милорад Ступовски
27. Татјана Сталповић
28. Мирослав Сунајац
29. Љубица Тапавички
30. Милорад Тепавац
31. Ђорђије Црнчевић
32. Милан Четник
33. Мита Хаџи
34. Јосип Хрдличка

### Графика
1. Марина Абрамовић
2. Мирослав Арсић
3. Живко Ђак
4. Марио Ђиковић
5. Душан Ђокић
6. Миленко Жарковић
7. Милан Жунић
8. Доца Јанковић
9. Слободан-Ети Јовић
10. Зоран-Добротин Јовановић
11. Емило А. Костић
12. Душан Микоњић
13. Бранко Миљуш
14. Владан Мицић
15. Вукица Обрадовић Драговић
16. Љиљана Павловић
17. Миомир Радовић
18. Арвантидис Стеријос
19. Добри Стојановић
20. Трајко-Косовац Стојановић
21. Зорица Тасић
22. Милош Ћирић
23. Нусрет Хрвановић
24. Златана Чок
25. Добрила Џоџо Поповић

## Додатак каталогу

### Сликари
1. Емра Тахир
2. Чедомир Крстић
3. Радмила Радуловић-Бони
4. Димитрије Сретеновић